# Liste der Kulturdenkmale in Gompitz
Die Liste der Kulturdenkmale in Gompitz umfasst sämtliche Kulturdenkmale der Dresdner Gemarkung Gompitz. Grundlage bildet das Denkmalverzeichnis des Themenstadtplans Dresden, das sämtliche bis Januar 2006 vom Landesamt für Denkmalpflege Sachsen erfassten Kulturdenkmale beinhaltet.

## Legende
- Bild: Bild des Kulturdenkmals, ggf. zusätzlich mit einem Link zu weiteren Fotos des Kulturdenkmals im Medienarchiv Wikimedia Commons. Wenn man auf das Kamerasymbol klickt, können Fotos zu Kulturdenkmalen aus dieser Liste hochgeladen werden:
- Bezeichnung: Denkmalgeschützte Objekte und ggf. Bauwerksname des Kulturdenkmals
- Lage: Straßenname und Hausnummer oder Flurstücknummer des Kulturdenkmals. Die Grundsortierung der Liste erfolgt nach dieser Adresse. Der Link (Karte) führt zu verschiedenen Kartendiensten mit der Position des Kulturdenkmals. Fehlt dieser Link, wurden die Koordinaten noch nicht eingetragen. Sind diese bekannt, können sie über ein Tool mit einer Kartenansicht einfach nachgetragen werden. In dieser Kartenansicht sind Kulturdenkmale ohne Koordinaten mit einem roten bzw. orangen Marker dargestellt und können durch Verschieben auf die richtige Position in der Karte mit Koordinaten versehen werden. Kulturdenkmale ohne Bild sind an einem blauen bzw. roten Marker erkennbar.
- Datierung: Baubeginn, Fertigstellung, Datum der Erstnennung oder grobe zeitliche Einordnung entsprechend des Eintrags in der sächsischen Denkmaldatenbank
- Beschreibung: Kurzcharakteristik des Kulturdenkmals entsprechend des Eintrags in der sächsischen Denkmaldatenbank, ggf. ergänzt durch die dort nur selten veröffentlichten Erfassungstexte oder zusätzliche Informationen
- ID: Vom Landesamt für Denkmalpflege Sachsen vergebene, das Kulturdenkmal eindeutig identifizierende Objekt-Nummer. Der Link führt zum PDF-Denkmaldokument des Landesamtes für Denkmalpflege Sachsen. Bei ehemaligen Kulturdenkmalen können die Objektnummern unbekannt sein und deshalb fehlen bzw. die Links von aus der Datenbank entfernten Objektnummern ins Leere führen. Ein ggf. vorhandenes Icon  führt zu den Angaben des Kulturdenkmals bei Wikidata.

## Liste der Kulturdenkmale in Gompitz
| Bild                                    | Bezeichnung | Lage                             | Datierung | Beschreibung | ID       |
| --------------------------------------- | --- | -------------------------------- | --- | --- | -------- |
|                                         | Gasthof Weber (ehem.): Ehemaliger Gasthof mit Nebengebäude und Einfriedung | Altgompitz 9 (Karte)             | bezeichnet 1880 (Gasthof)                                                                                       | historistischer Putzbau mit Walmdach, Natursteingliederung und sparsamem Dekor, Reste der bauzeitlichen Einfriedung erhalten, außerdem ein Pfosten aus Sandstein am Straßenzugang, baugeschichtlich und ortsgeschichtlich bedeutend | 09283120 |
| Direkt Bild zu diesem Denkmal hochladen | Stütz- bzw. Einfriedungsmauer | Altgompitz 35 (vor) (Karte)      | 18. Jh. (Stützmauer)                                                                                            | Mauer aus ortstypischem Pläner Sandstein, die Teil des Außenrings des alten Dorfplatzes bildet, als Zeugnis und Hinweis auf die angrenzenden Höfe und damit auf die bäuerliche Vergangenheit des Ortes geschichtlich bedeutend und ortsbildprägend | 09283122 |
|                                         | Bauernhof mit Wohnstallhaus, Seitengebäude, Scheune und Torhaus | Altgompitz 41 (Karte)            | um 1800 (Wohnstallhaus), bezeichnet 1788 (Torhaus)                                                              | Torhaus mit Fachwerk, Anwesen bildet gemeinsam mit dem östlich in stumpfem Winkel angrenzenden Gehöft Altgompitz 43 eine einzigartige dörfliche Ansicht, wie sie in der Hauslandschaft Sachsens nur noch vereinzelt zu finden ist, baugeschichtlich und ortsgeschichtlich bedeutend, zudem mit Seltenheitswert | 09283128 |
|                                         | Hof Fehrmann: Dreiseithof mit Wohnstallhaus, Seitengebäude, Scheune, kleinem Stallgebäude, Toreinfahrt und Einfriedungs- und Hofmauern sowie Mord- und Sühnekreuz an der Ockerwitzer Allee | Altgompitz 43 (Karte)            | bezeichnet 1801 (Wohnstallhaus), um 1800 (Seitengebäude), bezeichnet 1799 (Torbogen), bezeichnet 1735 (Scheune) | Anwesen bildet gemeinsam mit dem westlich angrenzenden Gehöft Altgompitz 41 eine einzigartige dörfliche Ansicht, wie sie in der Hauslandschaft Sachsens nur noch vereinzelt zu finden ist, das kleine Stallgebäude mit Schweineställen in hinteren Bereich weitgehend bauzeitlich erhalten und damit von besonderer Bedeutung für die Hausforschung im Dresdner Raum, baugeschichtlich und ortsgeschichtlich bedeutend, zudem mit Seltenheitswert | 09283129 |
|                                         | Mietshaus in offener Bebauung | Kesselsdorfer Straße 314 (Karte) | bezeichnet 1900 (Mietshaus)                                                                                     | schlichter, historisierender Putzbau mit Natursteingliederung, Betonung des ehemaligen Ladeneingangs durch verbrochene und erhöhte Gebäudeecke und bezeichneten Aufsatz, baugeschichtlich und stadtentwicklungsgeschichtlich von Bedeutung | 09283133 |
| Weitere Bilder                          | Brückenstein: Gedenkstein | Ockerwitzer Allee (Karte)        | bezeichnet 1898 (Gedenkstein)                                                                                   | quadratisches Postament mit obeliskartigem Aufbau, durch Medaillon hervorgehoben, ortsgeschichtlich bedeutend | 09283109 |
|                                         | Alte Schule: Schulbau | Ockerwitzer Allee 128 (Karte)    | bezeichnet 1901 (Schule)                                                                                        | zeittypisches Schulgebäude mit historisierender Putzfassade, Natursteinsockel und repräsentativem Eingangsbereich, baugeschichtlich und ortsgeschichtlich von Bedeutung | 09283130 |